# Pedra Branca
Pedra Branca là một đô thị thuộc bang Ceará, Brasil. Đô thị này có diện tích 1303,273 km², dân số năm 2007 là 41734 người, mật độ 32,02 người/km².